# Massacre de Bogoro
Le massacre de Bogoro est un massacre commis le 24 février 2003 contre les habitants du village de Bogoro, peuplé majoritairement de Hemas. Ce jour-là, des miliciens lendus attaquent à l'aube et commettent un massacre. 200 civils sont tués, dont de nombreux enfants. Le village est brûlé. De nombreuses femmes subissent des violences sexuelles. Les assaillants appartiennent aux milices Force de résistance patriotique de l'Ituri (FPRI) et Front des nationalistes et intégrationnistes (FNI).
La Cour pénale internationale estime que le massacre de Bogoro constitue un crime de guerre et un crime contre l'humanité. Les chefs des deux milices impliquées — Germain Katanga et Mathieu Ngudjolo Chui — sont poursuivis par la Cour pénale internationale. 

## Contexte
Ce massacre a lieu dans le cadre de violences interethniques dans la province de l'Ituri, au Nord-Est de la République démocratique du Congo.
Au moment de l'attaque, le village de Bogoro, situé au Nord-Est de l'Ituri (Nord-Est de la République démocratique du Congo), abritait en son sein un camp militaire de l'Union des patriotes congolais (UPC),.

## Poursuites judiciaires par la Cour pénale internationale
Cela conduit la Cour pénale internationale à délivrer des mandats d'arrêt contre eux pour crimes de guerre et crimes contre l'humanité et en particulier pour meurtres, viols, esclavage sexuel, utilisation d’enfants-soldats, attaques contre des civils, pillage, destruction de biens.
Arrêtés par les autorités congolaises, Germain Katanga et Mathieu Ngudjolo Chui sont transférés à la CPI à La Haye le premier le 17 octobre 2007 et le second le 7 février 2008. À la suite du procès, Germain Katanga est reconnu coupable en 2014 de « complicité de crimes de guerre et de crimes contre l'humanité », mais — faute de preuves suffisantes — n'est pas condamné en tant que commanditaire du massacre,. Germain Katanga est blanchi des accusations de viol et d'esclavage sexuel. 
Il est condamné à douze ans de réclusion sachant qu'il en a déjà effectué sept depuis son arrestation. L'absence d'appel de l'accusation entraîne un désaccord entre les différentes parties liées à l'accusation. De son côté, Mathieu Ngudjolo Chui est acquitté le 18 décembre 2012 des charges de crimes de guerre et de crimes contre l'humanité. Ce verdict est ensuite confirmé par la Chambre d'appel.
Le procès du massacre de Bogoro donne lieu à un ouvrage qui met en lumière les dispositifs propres au déroulement des procès de la CPI.